# Quatre mil
El quatre mil és un nombre que s'escriu 4000 en el sistema de numeració àrab i MV en el romà. En el sistema binari és 111110100000, en l'octal és 7640 i en l'hexadecimal és FA0. La seva factorització en nombres primers és 2⁵ × 53.
Ocurrències del nombre quatre mil:
- Designa l'any 4000 o el 4000 aC